# Achelia nana
Achelia nana is een zeespin uit de familie Ammotheidae. De soort behoort tot het geslacht Achelia. Achelia nana werd in 1908 voor het eerst wetenschappelijk beschreven door Loman. 